# بروکلی، لندن
longitudeبروکلی، لندنlatitudeبروکلی، لندن
بروکلی، لندن (به انگلیسی: Brockley) یک ناحیه در لندن است که در منطقه لویشام لندن واقع شده‌است.

## خصوصیات
بروکلی  ۱۷٬۱۵۶ نفر جمعیت دارد.